# Apeadero Piloto Ávila
Piloto Ávila es una estación de ferrocarril ubicada en las afueras de la localidad de La Paz del Departamento La Paz en la Provincia de Entre Ríos, República Argentina. 

## Servicios
Se encuentra precedida por la La Paz y le sigue el Apeadero Km 456.